# Alina Boz
Alina Boz (ur. 14 czerwca 1998) – turecko-rosyjska aktorka.

## Życiorys
Alina Boz urodziła się 14 czerwca 1998 roku w Moskwie, w Rosji. Jej matka jest Rosjanką, a ojciec tureckim imigrantem, żyjącym w Rosji. Miała siedem lat, gdy przeprowadziła się do Turcji, dokładniej do Stambułu ze względu na nową pracę ojca. Tam nauczyła się tureckiego i zaczęła uczęszczać do szkoły podstawowej.  Aktorstwa zaczęła uczyć się w wieku 9 lat. Chodziła do liceum lotnictwa i na uniwersytet Kadir Has. Tańczyła również w teatrze i występowała w reklamach.
Jej pierwszą rolą była Canan w serialu Cesur Hemşire. Od 2014 do 2017 roku grała w serialu Rozdarte serca. W 2016 roku zagrała w filmie Kaçma Birader, a w 2017 Böluk. Również w 2017 roku, wraz z  Nurgül Yeşilçay, z którą znała się z planu Rozdartych serc, zagrała w serialu Sevdanın Bahçesi. W 2017 roku zagrała epizodyczną rolę w serialu Zraniona miłość. od 2018 do 2019 roku występowała w głównej roli w serialu Elimi Bırakama. W latach 2020–2012 grała w głównej roli w serialu Netflixa Love 101, a w 2021 odgrywała również główną rolę w serialu Maraşlı.
Od 2015 do 2017 roku spotykała się z tureckiem aktorem Burakiem Yörük.

## Filmografia
| Rok       | Tytuł            | Rola                  |
| --------- | ---------------- | --------------------- |
| 2013      | Cesur Hemşire    | Canan                 |
| 2014-2017 | Rozdarte serca   | Hazal Gülpınar        |
| 2016      | Kaçma Birader    | Melis Kahvaci         |
| 2017      | Bölük            |                       |
| 2017      | Zraniona miłość  | Anastazja Romanowa    |
| 2017      | Sevdanin Bahçesi | Defne                 |
| 2018–2019 | Elimi Bırakma    | Azra Güneş/Azra Çelen |
| 2020-2021 | Love 101         | Eda                   |
| 2021      | Maraşlı          | Mahur Türel           |